# Interdelta intermedia
Interdelta intermedia là một loài bướm đêm trong họ Noctuidae.